# Chiomara asychis
Espèce
Chiomara asychis est une espèce de papillon de la famille des Hesperiidae originaire d'Amérique.

## Liste des sous-espèces
Selon Catalogue of Life (28 août 2016) :
- sous-espèce Chiomara asychis autander Mabille, 1891
- sous-espèce Chiomara asychis georgina Reakirt, 1868
- sous-espèce Chiomara asychis grenada Evans, 1953
- sous-espèce Chiomara asychis simon Evans, 1953
- sous-espèce Chiomara asychis vincenta Evans, 1953
- sous-espèce Chiomara asychis zania Evans, 1953